# Don't Tell Mom the Babysitter's Dead
Don't Tell Mom the Babysitter's Dead is een film uit 1991 onder regie van Stephen Herek. Hoewel de film uitgebracht werd in 1991, heeft de film een jaren 80 filmstijl.

## Verhaal
Sue Ellen Crandell is de 17-jarige droom van elke tiener. Haar ouders gaan weg voor de vakantie en ze denkt een geweldige zomer te kunnen beleven zonder regels. Echter, de komst van oppas Mrs. Sturak hindert dit allemaal. Ook haar broers en zussen, die bestaan uit de metal stoner Kenny, romanticus Zach, tomboy Melissa en de allesziende Walter, bevalt het niet. Wanneer de oppas plotseling overlijdt, proberen de kinderen dit geheim te houden voor de buitenwereld, zodat de ouders niet terug hoeven te komen en zij alsnog een zomer zonder verantwoordelijkheid en regels kunnen beleven.

## Rolverdeling
| Acteur              | Personage          |
| ------------------- | ------------------ |
| Christina Applegate | Sue Ellen Crandell |
| Keith Coogan        | Kenny Crandall     |
| Christopher Pettiet | Zach Crandell      |
| Danielle Harris     | Melissa Crandell   |
| Robert Hy Gorman    | Walter Crandell    |
| David Duchovny      | Bruce              |
| Joanna Cassidy      | Rose Lindsey       |
| Josh Charles        | Bryan              |
| John Getz           | Gus                |